# Clifford Chance
Clifford Chance LLP — транснаціональна юридична компанія зі штаб-квартирою у Лондоні, Велика Британія, яка є членом «Magic Circle». Одна з десяти найбільших юридичних компаній у світі, як за кількістю адвокатів, так і за доходами. 
У 2019/20 році Clifford Chance мала загальний дохід у розмірі 1 803 мільярди фунтів стерлінгів, що є найбільшим показником будь-якої компанії в Magic Circle, а прибуток на одного акціонера склав 1,69 мільйона фунтів стерлінгів. За даними Acuris, станом на 2020 рік, Clifford Chance отримав більшість європейських мандатів щодо злиття та поглинання, став найпопулярнішою компанію з юридичних консультацій для еліт сегменту на континенті. Того ж року він був визнаний Міжнародною юридичною компанією року на Міжнародному огляді фінансового права (IFLR) Europe Awards, що входить до групи Euromoney.

## Історія
Clifford Chance утворився в результаті злиття двох юридичних фірм, що базувалися в Лондоні. Першою була «Coward Chance», яка походила від фірми, створеної в 1802 році Ентоні Брауном, сином рибака. Фірма Брауна була втягнута в обвал фондового ринку в Англії у 1925 році, спричинений спекуляціями з південноамериканськими інвестиціями, включаючи вигадану країну Пояї, винайдену шотландським солдатом Грегором Макгрегором. Однією з найтриваліших співпраць фірми була робота з Сесіл Родс. Фірма консультувала його у бізнесі з видобутку алмазів у Південній Африці, управляла його маєтком після його смерті та допомагала у створенні Родоських стипендій. Іншим клієнтом був Гульєльмо Марконі. Clifford Chance допомогла  Midland Bank повернути активи в Росії після революції 1917 року і консультувала уряд штату Хайдарабад щодо підготовки до незалежності Індії.
Другою фірмою була Clifford Turner, заснована у 1900 році Гаррі Кліффордом Тернером, з офісами на Грешем-Стріт, EC2. Серед його клієнтів були Dunlop Rubber Company та Imperial Airways. У 1929 році Кліффорд Тернер консультував і був свідком створення John Lewis Partnership. Після Другої світової війни він консультував лейбористський уряд щодо націоналізації кількох приватних виробництв. Він відкрив офіси в Парижі у 1961 році, Амстердамі у 1972 році та Нью-Йорку у 1986 році.
Злиття Clifford Turner та Coward Chance у 1987 році призвело до утворення Clifford Chance. Ні Clifford Turner, ні Coward Chance не були першокласними лондонськими юридичними фірмами, але з того часу, їх злиття змінило форму та профіль юридичних фірм у Лондоні та в усьому світі. Протягом наступного десятиліття компанія розширила свою практику по всій Європі та Азії та збільшилась більш ніж удвічі. У 1992 році Clifford Chance став першою великою неамериканською компанією, яка практикувала американське законодавство.
У 1999 році Clifford Chance об'єднався з Франкфуртською юридичною фірмою Pünder, Volhard, Weber & Axster, та заснованою в 1871 році американською фірмою Rogers & Wells (використання брендів Pünder, Volhard, Weber & Axster та Rogers & Wells для їх відповідних регіональних  представництв в Європі та США було припинено у 2003 році). У 2002 році Clifford Chance розпочав свою діяльність у Каліфорнії, створивши філію з майже 50 адвокатськими фірмами, що розпадались, «Brobeck, Phleger & Harrison» у Лос-Анджелесі, Пало-Альто, Сан-Дієго та Сан-Франциско. У зв’язку зі спадом Каліфорнії компанія закрила свою діяльність на Тихоокеанському узбережжі у 2007 році.
Clifford Chance була однією з кількох міжнародних юридичних компаній, яка розвинула місцеву юридичну практику в Японії після пом'якшення обмежень для іноземних юридичних компаній у 2005 році. Хоча конкуренти компанії з Magic Circle Allen & Overy та Linklaters значно зменшили цей сегмент своєї практики після фінансової кризи 2008 року, офіс Clifford Chance у Токіо підтримує місцеву юридичну практику, навіть займаючись місцевими справами для японських клієнтів,і розглядає цю можливість як критично важливу для міжнародної юридичної компанії. За даними опитування японських корпоративних юридичних департаментів, яке було проведено Nihon Keizai Shimbun у грудні 2013 року — Clifford Chance була визнана європейською юридичною компанією з найвищим рейтингом.
Як і інші компанії з «Magic Circle», компанія втратила значні доходи під час рецесії наприкінці 2000-х років, її прибуток зменшився на 33,4% у 2008-9 фінансовому році. В рамках скорочення витрат у відповідь на спад, у 2009 році Clifford Chance оголосила про плани звільнити 80 адвокатів та 115 допоміжних працівників у Лондоні. Крім того, компанія прийняла заяви про звільнення 50 осіб, які отримали гонорар в Лондоні, понад 80 початкових юристів. У 2011 році компанія перенесла задачі допоміжного офісу до свого Глобального спільного сервісного центру на 350 співробітників, включаючи Центр знань на 60 співробітників у Нью-Делі, Індія, для збільшення ефективності.
У травні 2011 року Clifford Chance відкрив офіси в Австралії, об'єднавшись з двома юридичними компаніями, що працюють у секторі злиття та поглинань — Chang, Pistilli & Simmons, що базується в Сіднеї, і Cochrane Lishman Carson Luscombe, що базується в Перті. У лютому 2012 року Clifford Chance відкрила новий офіс у Касабланці, та почала юридичну практику в Африці, першу постійну присутність на континенті. У липні 2012 року Clifford Chance стала першою британською компанією, яка отримала дозвіл Міністерства юстиції Південної Кореї на відкриття офісу в країні.
У листопаді 2011 року була визнаною найбільшим постачальником City of London, отримавши від корпорації понад 9 мільйонів фунтів стерлінгів у період з січня по вересень того ж року. У лютому 2018 року, після ліквідації в січні 2018 року будівельного та сервісного бізнесу Carillion, близько 60 співробітників юридичної служби, що базується в Ньюкаслі, приєдналися до Clifford Chance.
2 травня 2018 року Clifford Chance оголосив про створення в Сінгапурі центру доставлення та інновацій для обслуговування азійсько-тихоокеанського регіону.